# Уверенность в спасении
Уверенность в спасении — протестантское христианское учение, в котором говорится, что внутреннее свидетельство Святого Духа позволяет оправданному христианину знать, что он спасён. Эта уверенность в спасении может пониматься как «неотъемлемость спасения» (спасение не может быть утрачено) или как текущее состояние спасения, которое не исключает будущих негативных решений человека, ведущих к потере спасения.

## Лютеранство
Лютеранство принимает монергизм, в котором говорится, что спасение совершается только действиями Бога, и отвергает учение о том, что люди в своём падшем состоянии имеют свободную волю в отношении духовных вопросов. Лютеране верят, что, хотя люди имеют свободную волю в отношении гражданской праведности, они не могут совершать духовную праведность без Святого Духа, поскольку праведность в сердце не может быть достигнута в отсутствие Святого Духа. Лютеране верят, что избранные предопределены к спасению. Согласно лютеранству, христиане должны быть уверены, что они среди предопределённых. Лютеране верят, что все, кто доверяет одному Иисусу, могут быть уверены в их спасении, поскольку именно в деле Христа и его обещаниях заключена их уверенность. Однако они не согласны с теми, кто делает предопределение источником спасения, а не страданий, смерти и воскресения Христа. В отличие от кальвинистов, лютеране не верят в предопределение к проклятию. Вместо этого лютеране учат, что вечное проклятие является результатом грехов неверующего, отказа от прощения грехов и неверия, и всё это происходит, когда Бог решает не вмешиваться в жизнь неверующего. Главная последняя надежда христианина - это «воскресение тела и жизнь вечная», как исповедано в Апостольском Символе веры, но лютеране также учат, что после смерти христианские души немедленно попадают в присутствие Иисуса на небесах, где они ждут этого телесного воскресения и второго пришествия Иисуса в последний день.

## Кальвинизм
Кальвинизм учит, что верующие могут обрести уверенность в своём спасении, особенно благодаря работе Святого Духа, а также оценивая свой образ жизни.  Если они верят Божьим обетованиям и стремятся жить в соответствии с Божьими заповедями, то их добрые дела, совершённые в ответ с жизнерадостным сердцем, служат доказательством, которое может укрепить их уверенность в спасении в борьбе с сомнениями. Эта уверенность, однако, не является необходимым следствием спасения, и такая уверенность может быть поколеблена, а также укреплена.

## Методизм
Джон Уэсли верил, что у всех христиан есть вера, которая подразумевает уверенность в Божьей прощающей любви, и что они могут ощущать эту уверенность или «свидетельство Духа». В письме от 28 сентября 1738 года Уэсли писал: «Я уверен, что уверенность, о которой я только говорю, не должна называть уверенностью в спасении, а скорее (с помощью Писания), уверенностью в вере ... [Это] это не сущность веры, а особый дар Святого Духа, благодаря которому Бог проливает свет на Своё творение и показывает нам, что мы оправданы через веру во Христа».
Согласно учению методизма, полная уверенность в вере - это свидетельство Святого Духа человеку, который был возрождён и полностью освящён. Эта полная уверенность в вере «исключает всякое сомнение и страх, так как сердце теперь усовершенствовано в любви», в соответствии с их интерпретацией 1 Иоанна 4:18, в которой говорится: 

В любви нет страха, но совершенная любовь изгоняет страх, потому что в страхе есть мучение. Боящийся несовершен в любви. 
— 1Ин. 4:18
Джон Уэсли подчеркнул, что это не гарантия будущего, а настоящее состояние верующего (методистское богословие учит, что отступничество может произойти из-за греха или потери веры). Верующие могут быть уверены, что они являются приёмными детьми Божьими и будут с Ним вечно, если будут продолжать пребывать в святости, полагаясь на Христа и соблюдая Божьи заповеди в этой жизни.